# Великосамбірська сільська рада
Вели́коса́мбірська сільська́ ра́да — колишній орган місцевого самоврядування в Конотопському районі Сумської області. Адміністративний центр — село Великий Самбір.

## Загальні відомості
- Населення ради: 1 208 осіб (станом на 2001 рік)
- Територією сільради протікає річка Малий Ромен.

## Населені пункти
Сільській раді були підпорядковані населені пункти:
- с. Великий Самбір
- с. Броди

## Склад ради
Рада складалася з 16 депутатів та голови.
- Голова ради: Мазій Григорій Семенович
- Секретар ради: Грищенко Антоніна Павлівна

### Керівний склад попередніх скликань
| Прізвище, ім'я, по батькові | Основні відомості                                                         | Дата обрання | Дата звільнення |
| --------------------------- | ------------------------------------------------------------------------- | ------------ | --------------- |
| Мазій Григорій Семенович    | Сільський голова, 1951 року народження, освіта вища, член Народної партії | 26.03.2006   | 31.10.2010      |
| Мазій Григорій Семенович    | Сільський голова, 1951 року народження, освіта вища, член Партії регіонів | 31.10.2010   |                 |

Примітка: таблиця складена за даними сайту Верховної Ради України